# Channel One Cup 2012
45. edycja turnieju Channel One Cup została rozegrana w dniach 13-16 grudnia 2012 roku. Wzięły w nim udział cztery reprezentacje: Czech, Szwecji, Finlandii i Rosji. Każdy zespół rozegrał po trzy spotkania, a łącznie odbyło się sześć spotkań. Pięć spotkań odbyło się w hali Megasport Arena w Moskwie, jeden mecz rozegrano się w Helsinkach w hali Hartwall Areena.
Turniej był drugim, zaliczanym do klasyfikacji Euro Hockey Tour w sezonie 2012/2013.
Najskuteczniejszym zawodnikiem został Rosjanin Pawieł Daciuk, który uzyskał 8 punktów za 3 gole i 5 asyst.

## Wyniki
| 13 grudnia 2012 | Szwecja | 1:5 | Rosja | Megasport Arena, Moskwa |

| Szczegóły          | Szczegóły                | Szczegóły       | Szczegóły | Szczegóły                                                                       |
| ------------------ | ------------------------ | --------------- | --- | ------------------------------------------------------------------------------- |
| Godzina: 17:00 CET | N. Danielsson (PP) 10:09 | (1:0, 0:4, 0:1) | 20:53 (EQ) J. Miedwiediew 31:24 (PP) S. Moziakin 32:43 (EQ) A. Owieczkin 34:12 (EQ) A. Radułow 40:13 (EQ) S. Moziakin | Widzów: 14 000 Sędzia główny: Jari Leppäalho Sędziowie liniowi: Aleksei Rantala |
| Godzina: 17:00 CET | 12 min. kar              |                 | 16 min. kar | Widzów: 14 000 Sędzia główny: Jari Leppäalho Sędziowie liniowi: Aleksei Rantala |

| 13 grudnia 2012 | Finlandia | 3:2 | Czechy | Hartwall Arena, Helsinki |

| Szczegóły          | Szczegóły                                                          | Szczegóły       | Szczegóły                                 | Szczegóły                                                                   |
| ------------------ | ------------------------------------------------------------------ | --------------- | ----------------------------------------- | --------------------------------------------------------------------------- |
| Godzina: 17:30 CET | O. Osala (EQ) 22:38 A. Pihlström (SH) 25:38 T. Ramstedt (EQ) 53:47 | (0:1, 2:0, 1:1) | 00:26 (EQ) Z. Kutlák 59:20 (PP) A. Hemský | Widzów: 7 805 Sędzia główny: Mikael Nord Sędziowie liniowi: Mikael Sjöqvist |
| Godzina: 17:30 CET | 8 min. kar                                                         |                 | 12 min. kar                               | Widzów: 7 805 Sędzia główny: Mikael Nord Sędziowie liniowi: Mikael Sjöqvist |

| 15 grudnia 2012 | Rosja | 6:0 | Czechy | Megasport Arena, Moskwa |

| Szczegóły          | Szczegóły | Szczegóły       | Szczegóły   | Szczegóły                                                                       |
| ------------------ | --- | --------------- | ----------- | ------------------------------------------------------------------------------- |
| Godzina: 11:00 CET | A. Radułow (EQ) 08:09 P. Daciuk (EQ) 16:09 S. Moziakin (PP) 24:13 P. Daciuk (EQ) 27:45 J. Małkin (EQ) 49:08 P. Daciuk (EQ) 50:15 | (2:0, 2:0, 2:0) |             | Widzów: 14 000 Sędzia główny: Aleksei Rantala Sędziowie liniowi: Jari Leppäalho |
| Godzina: 11:00 CET | 10 min. kar |                 | 10 min. kar | Widzów: 14 000 Sędzia główny: Aleksei Rantala Sędziowie liniowi: Jari Leppäalho |

| 15 grudnia 2012 | Finlandia | 1:4 | Szwecja | Megasport Arena, Moskwa |

| Szczegóły          | Szczegóły             | Szczegóły       | Szczegóły                                                                                    | Szczegóły                                                                             |
| ------------------ | --------------------- | --------------- | -------------------------------------------------------------------------------------------- | ------------------------------------------------------------------------------------- |
| Godzina: 15:00 CET | M. Mäenpää (PP) 52:36 | (0:2, 0:0, 1:2) | 03:04 (EQ) F. Pettersson 04:41 (PP) N. Persson 57:53 (EQ) N. Danielsson 59:37 (PP) V. Hedman | Widzów: 1 500 Sędzia główny: Wiaczesław Bulianow Sędziowie liniowi: Konstantin Olenin |
| Godzina: 15:00 CET | 6 min. kar            |                 | 8 min. kar                                                                                   | Widzów: 1 500 Sędzia główny: Wiaczesław Bulianow Sędziowie liniowi: Konstantin Olenin |

| 16 grudnia 2012 | Rosja | 3:1 | Finlandia | Megasport Arena, Moskwa |

| Szczegóły          | Szczegóły                                                            | Szczegóły       | Szczegóły             | Szczegóły                                                                    |
| ------------------ | -------------------------------------------------------------------- | --------------- | --------------------- | ---------------------------------------------------------------------------- |
| Godzina: 11:00 CET | W. Szypaczow (EQ) 28:35 J. Małkin (PP) 30:25 I. Kowalczuk (EQ) 41:04 | (0:0, 2:1, 1:0) | 35:47 (PP) M. Mäenpää | Widzów: 14 000 Sędzia główny: Vladimír Šindler Sędziowie liniowi: Jan Hribik |
| Godzina: 11:00 CET | 6 min. kar                                                           |                 | 16 min. kar           | Widzów: 14 000 Sędzia główny: Vladimír Šindler Sędziowie liniowi: Jan Hribik |

| 16 grudnia 2012 | Czechy | 0:4 | Szwecja | Megasport Arena, Moskwa |

| Szczegóły          | Szczegóły   | Szczegóły       | Szczegóły                                                                                       | Szczegóły                                                                    |
| ------------------ | ----------- | --------------- | ----------------------------------------------------------------------------------------------- | ---------------------------------------------------------------------------- |
| Godzina: 15:00 CET |             | (0:1, 0:1, 0:2) | 05:38 (EQ) M. Johansson 36:29 (EQ) M. Johansson 46:17 (EQ) C. Söderberg 58:18 (EQ) J. Lundqvist | Widzów: 2 100 Sędzia główny: Sergiej Kułakow Sędziowie liniowi: Roman Gofman |
| Godzina: 15:00 CET | 10 min. kar |                 | 10 min. kar                                                                                     | Widzów: 2 100 Sędzia główny: Sergiej Kułakow Sędziowie liniowi: Roman Gofman |

## Klasyfikacja
| Lp. | Zespół    | M | Pkt | W | WpD | PpD | P | G + | G - | +/- |
| --- | --------- | - | --- | - | --- | --- | - | --- | --- | --- |
| 1   | Rosja     | 3 | 9   | 3 | 0   | 0   | 0 | 14  | 2   | +12 |
| 2   | Szwecja   | 3 | 6   | 2 | 0   | 0   | 1 | 9   | 6   | +3  |
| 3   | Finlandia | 3 | 3   | 1 | 0   | 0   | 2 | 5   | 9   | -4  |
| 4   | Czechy    | 3 | 0   | 0 | 0   | 0   | 3 | 2   | 13  | -11 |

Lp. = lokata, M = liczba rozegranych spotkań, Pkt = Liczba zdobytych punktów, W = Wygrane, WpD = Wygrane po dogrywce lub karnych, PpD = Porażki po dogrywce lub karnych, P = Porażki, G+ = Gole strzelone, G- = Gole stracone, +/- = bilans bramek

## Klasyfikacje indywidualne
- Klasyfikacja strzelców:  Pawieł Daciuk,  Siergiej Moziakin – 3 gole
- Klasyfikacja asystentów:  Pawieł Daciuk – 5 asyst
- Klasyfikacja kanadyjska:  Pawieł Daciuk – 8 punktów

## Nagrody
Skład gwiazd wybrana przez media:
- Bramkarz:  Konstantin Barulin
- Obrońcy:  Mikko Mäenpää,  Victor Hedman
- Napastnicy:  Ilja Kowalczuk,  Siergiej Moziakin,  Pawieł Daciuk